# Závojový vodopád
Závojový vodopád je pětistupňový vodopád v Sokolí dolině ve Slovenském ráji. Rozkládá se na Sokolím potoce v nadmořské výšce 725–800 m. S celkovou výškou 75 m je druhým nejvyšším vodopádem na Slovensku. Nejvyšším z jednotlivých stupňů je spodní 20 m vysoký stupeň.